# Szentgyörgy megállóhely
Szentgyörgy megállóhely Szentgyörgyön, a Bazini járásban van, melyet a Železničná spoločnosť Slovensko a.s. üzemeltet.

## Vasútvonalak
Az állomást az alábbi vasútvonalak érintik:
- Pozsony–Zsolna-vasútvonal

## Kapcsolódó állomások
A vasútállomáshoz az alábbi állomások vannak a legközelebb:
- Récse vasútállomás
- Bazin megállóhely

## Forgalma
| Járat        | Útvonal | Gyakoriság |             |
| ------------ | ------- | --- | ----------- |
| személyvonat | Os      | Pozsony főpályaudvar – Pozsony-Szőlőhegy – Récse – Szentgyörgy – Bazin megállóhely – Bazin – Senkőc – Báhony – Cífer – Nagyszombat – Bresztovány - Lipótvár | napi 14 pár |